# Centrales de recursos renovables
Las centrales de recursos renovables son instalaciones para la generación de energía eléctrica a partir de la transformación de la energía liberada en unos casos en forma de calor, y en otros de energía potencial procedente de fuentes de energía renovables.
Es muy importante distinguir dos casos: energías renovables contaminantes y energías renovables no contaminantes o limpias.

## Contaminante
Así el calor procedente de la combustión de materia orgánica (biomasa), de la energía solar o el de origen geotérmico (el calor de la Tierra) es empleado por un ciclo termodinámico convencional para mover un alternador y producir energía eléctrica.
En toda combustión de materias en cuya composición entre el carbono (prácticamente todos los combustibles de procedencia vegetal, fósil o seco) emiten CO2, gas principal responsable del aumento del efecto invernadero.

## Limpia
En otros casos será la energía potencial de las corrientes de agua dulce o la fuerza de las mareas de mares y océanos la que mediante sistemas de compuertas adecuadamente dispuestas se transforme mediante turbinas en energía mecánica que moverá un alternador.
Son también recursos renovables la fuerza del viento, que mediante aspas, a modo de los molinos de viento, pueden mover un alternador.
Así mismo, se puede obtener energía eléctrica de la luz solar mediante células fotovoltaicas.
- Datos: Q5760931